# 金融國會
金融國會（日语：金融国会）即日本第143屆國會（第143回国会），於1998年7月至10月間召開，為了對應亞洲金融風暴是這次臨時國會主軸，其中金融早期健全化法和金融再生法是主要議題，所以稱為金融國會。
期間日本於1998年7月12日舉行參議院選舉，橋本龍太郎為首的自由民主黨大敗，因為橋本內閣採取的緊縮政策造成失業高漲和經濟衰退，對於日本「失落十年」問題也沒有建樹，日本長期信用銀行也爆發經營危機。
此後，小淵惠三內閣意圖挽救，所以提出金融再生法和長期信用銀行與住友信託銀行合併的構想，但是在野民主党、新党平和及自由党一致反對杯葛，只有金融早期健全化法案勉強通過，日後有7兆多日圓的國庫資金流入金融業購買優先股等方式建全金融業，但是也爆發諸多圖利財團的日後疑慮。
此次會議也促成自公連立政權，並確立公明黨和自民黨的合作關係。